# Co-NP
Nella teoria della complessità computazionale, {\displaystyle coNP} è la classe di problemi complementari a quelli della classe {\displaystyle NP}. In maniera più formale si ha che se {\displaystyle S} è un problema su un alfabeto {\displaystyle A} allora esso è un problema della classe {\displaystyle coNP} se e solo se {\displaystyle A^{*}\backslash S=S^{c}} è un problema di classe {\displaystyle NP}.
Per quanto riguarda l'uguaglianza {\displaystyle coNP=NP} non ci si può esprimere.
Infatti per vedere se un certo input {\displaystyle w\in A^{*}} sia tale da essere di {\displaystyle S} o di non esserlo si dovrebbe attendere che tutte le possibili computazioni della macchina di Turing non deterministica che accetta {\displaystyle S^{c}} facciano il loro corso; ossia per avere la certezza che {\displaystyle w\in S} nessuna computazione si dovrebbe arrestare mentre se {\displaystyle w\not \in S} allora almeno una di tali computazioni si dovrebbe arrestare.
Per far ciò non si impiega però un tempo polinomiale.
Ecco perché non si può dire nulla a proposito dell'uguaglianza {\displaystyle coNP} ed {\displaystyle NP}.